# Тон Бен Хун
Тон Бен Хун, другие варианты — Тон Бенхун, Тон Пен Хун, Дон Бе Ун (11 июля 1905 года, деревня Чафигоу, Южно-Уссурийский уезд, Приморская область — 26 августа 1981 года, Средне-Чирчикский район, Ташкентская область, Узбекская ССР) — колхозник колхоза «Полярная звезда» Средне-Чирчикского района Ташкентской области, Узбекская ССР. Герой Социалистического Труда (1950).

## Биография
Родился в 1905 году в крестьянской семье в деревне Чафигоу Южно-Уссурийского уезда Приморской области (по другим сведениям — 14 марта 1906 года в Корее).
С 1930 года — рядовой колхозник в колхозе «Красный партизан» Приморской области. В 1937 году депортирован на спецпоселение в Ташкентскую область Узбекской ССР.
С 1937 года — рабочий маслозавода в Фергане. С 1941 года — рядовой колхозник, бригадир полеводческой бригады, сторож в колхозе «Полярная звезда» Средне-Чирчикского района.
В 1949 году получил в среднем с каждого гектара по 29,4 центнера пшеницы на участке площадью 37 гектаров. Указом Президиума Верховного Совета СССР от 18 сентября 1950 года удостоен звания Героя Социалистического Труда с вручением ордена Ленина и золотой медали «Серп и Молот».
Проработал в колхозе «Полярная звезда» до выхода на пенсию в 1967 году. Персональный пенсионер союзного значения. Проживал на центральной усадьбе этого же колхоза.
Умер в августе 1981 года. Похоронен на кладбище бывшего колхоза имени Ким Пен Хва Уртачирчикского района Ташкентской области.
Награды
- Герой Социалистического Труда
- Орден Ленина
- Медаль «За доблестный труд в Великой Отечественной войне 1941—1945 гг.»